# 科利馬雪山
19°33′49″N 103°36′29″W / 19.56361°N 103.60806°W

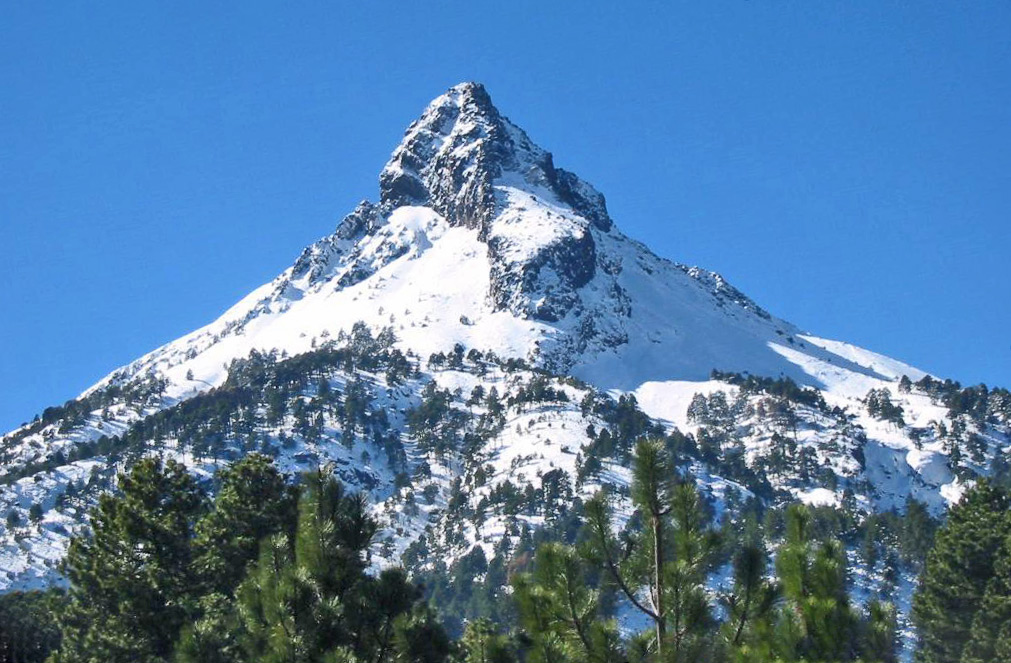

科利馬雪山是墨西哥的火山，位於該國西部，由哈利斯科州負責管轄，海拔高度4,260米，峰頂受到嚴重冰川侵蝕，海拔4,000以上地區被高山苔原覆蓋。